# Cantonul Flers-Sud
Cantonul Flers-Sud este un canton din arondismentul Argentan, departamentul Orne, regiunea Basse-Normandie, Franța.

## Comune
| Comune                                                                                | Populație (1999) | Cod poștal | Cod INSEE |
| ------------------------------------------------------------------------------------- | ---------------- | ---------- | --------- |
| La Chapelle-au-Moine                                                                  | ...              | 61100      | 61094     |
| La Chapelle-Biche                                                                     | ...              | 61100      | 61095     |
| Flers                                                                                 | ... (1)          | 61100      | 61169     |
| La Lande-Patry                                                                        | ...              | 61100      | 61218     |
| Landigou                                                                              | ...              | 61100      | 61221     |
| Landisacq                                                                             | ...              | 61100      | 61222     |
| Saint-Paul                                                                            | ...              | 61100      | 61443     |
| La Selle-la-Forge                                                                     | ...              | 61100      | 61466     |
| (1) La fraction de commune située sur ce canton (population municipale totale : ...). |                  |            |           |